# Bjässholmstunneln
Bjässholmstunneln är en järnvägstunnel söder om Utansjö och ligger längs Ådalsbanan i Härnösands kommun. Tunneln har enkelspår och är 3 490 meter lång. Arbetet med tunneln startade i december 2006 och beräknades då kosta 398 Mkr. Den sista sprängsalvan avlossades i oktober 2008. Tunneln är helt färdig sedan 2011 men trafiken öppnades först juli 2012.